# IBM System i

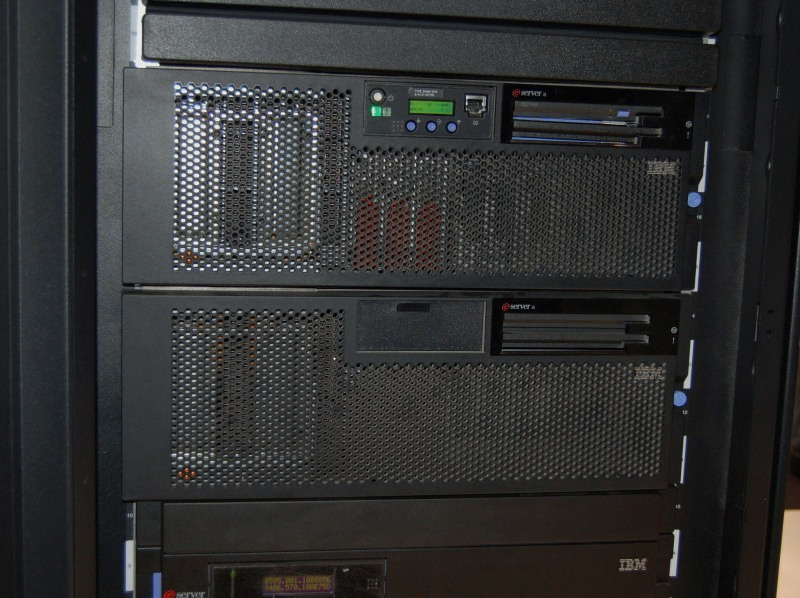
En i5-570-dator från IBM:s i-serie.

IBM System i är de av IBM:s minidatormodeller som tidigare var kända som System/36, System/38, AS/400 och iSeries. IBM System i är avsedd för små och mellanstora företag, 5 000–100 000 användare.
AS/400 är byggd med gamla IBM System/36 och System/38 som bas. Det unika med systemet är egentligen operativsystemet, OS/400. OS/400 skiljer sig på många avgörande punkter från andra operativsystem, inte minst genom att det från grunden är objektorienterat, har minnesallokering som varar för evigt och har det mesta inbyggt som brukar kosta extra att skaffa till andra operativsystem, inte minst en version av DB2 Universal DataBase.
System/36 och System/38 var CISC-baserade liksom de första versionerna av AS/400, men senare bytte AS/400 till den RISC-baserade POWER-processorn. Operativsystemet såg till att kunderna kunde fortsätta att använda alla gamla applikationer, trots arkitekturbytet. Detta möjliggjordes genom att operativsystemet redan från första början var skrivet för att vara plattformsoberoende, närmast hårdvaran i ett AS/400-system ligger SLIC, lågnivåkod som svarar på alla anrop från operativsystemet och översätter det till den underliggande plattformens maskinspråk. System i kan köra operativsystemen OS/400 (i5/OS), AIX och Linux. Det är även möjligt att integrera IBM:s PC-servrar (System x) i en System i och på så sätt dela dess hårdvara med en Intel-server som kör Windows eller Linux.
System i bytte namn till Power Systems och slogs ihop med System p i mars 2008. Man skiljer mellan system genom att kalla dem Power Systems i respektive Power Systems p.